# Neofascismo

La croce celtica, uno dei simboli delle ideologie neofasciste

Il neofascismo è un insieme di movimenti sociali o politici nati dopo la seconda guerra mondiale con l'intento di rianimare e attuare, parzialmente o totalmente, l'ideologia fascista.
Secondo lo storico Renzo De Felice, durante la guerra fredda questi movimenti assorbirono e presero il posto del fascismo, favoriti dalla strategia geo-politica dell'Alleanza Atlantica che in tali gruppi vedeva un’opportunità per arginare la diffusione del comunismo. In Italia la XII disposizione transitoria e finale della Costituzione vieta la riorganizzazione del partito fascista, mentre la legge Scelba del 1952 sanziona l'apologia del fascismo. Inoltre la legge Mancino del 1993 punisce l'utilizzo di simbologie legate ai sopra citati movimenti politici. 
Durante gli anni di piombo, diverse organizzazioni di lotta armata di estrema destra si sono richiamate al neofascismo e membri di tali organizzazioni hanno perpetrato diversi attentati terroristici, come la strage di piazza Fontana, la strage di piazza della Loggia, la strage del treno Italicus, la strage di Gioia Tauro e la sanguinosissima strage di Bologna, causando un numero elevatissimo di vittime e feriti tra i civili.
Il movimento neofascista non si basa su una singola ideologia, poiché è composto da un insieme variegato di gruppi, talvolta in contrasto tra loro, ma pur sempre accomunati da elementi di ultranazionalismo, autoritarismo, suprematismo bianco, omofobia, antifemminismo, antisemitismo, xenofobia, sovranismo, euroscetticismo e opposizione all'immigrazione. Questi gruppi si ispirano al fascismo italiano, al nazionalsocialismo, a filosofi tradizionalisti come Julius Evola, a politici come Codreanu e al falangismo spagnolo, ma anche al neonazismo. Alcuni gruppi possono entrare in commistione anche con elementi religiosi cristiani o di derivazione New Age, oppure essere influenzati dall'occultismo o dal satanismo.
Diversi regimi politici del secondo dopoguerra sono stati definiti neofascisti per la loro attitudine ultra nazionalista e talvolta per le loro simpatie verso l'ideologia e le caratterizzazioni del fascismo. Il termine post-fascismo è nato come definizione per riferirsi a diversi governi e partiti politici tuttora esistenti in diversi paesi europei che pur mantenendo un approccio e un'ideologia legata al neofascismo, praticano un revisionismo del passato, rifiutando ufficialmente la dittatura, partecipando a politiche costituzionali, democratiche, parlamentari e liberali.

## Storia

### In Italia
Il neofascismo, in Italia, prese vita nei primi mesi dopo la fine della seconda guerra mondiale, su iniziativa di reduci della Repubblica Sociale Italiana (RSI) al Nord e di coloro che continuavano a nutrire un sentimento di simpatia nei confronti del regime fascista al Centro-Sud.
Nel 1946, molti gruppi agivano al di fuori dei partiti, come i Fasci di Azione Rivoluzionaria e il Partito Democratico Fascista, che conducevano azioni al di fuori della legalità. A livello editoriale, l'immediato dopoguerra ha visto la comparsa di riviste e quotidiani (come Il Meridiano d'Italia a Milano), che polemizzavano contro gli eccidi partigiani compiuti dopo il 25 aprile e, in maniera abbastanza esplicita, invitavano i reduci a compattarsi in un partito politico.
In questo contesto, alcuni reduci decisero di organizzarsi in una struttura partitica, per operare all'interno delle istituzioni e partecipare alle elezioni. Il 26 dicembre 1946, nello studio legale di Arturo Michelini, venne fondato il Movimento Sociale Italiano (MSI), partito nato con l'obiettivo di tenere viva l'eredità del fascismo nell'Italia repubblicana. L'MSI si affermerà come la principale organizzazione partitica dell'estrema destra nella Prima Repubblica. Il partito rifiutò di condannare il fascismo ma, allo stesso tempo, dichiarò di non avere intenzione di riportare in vita il vecchio regime; sintetizzando il suo atteggiamento nei confronti del fascismo, con la formula "Non rinnegare, non restaurare", coniata dal segretario Augusto De Marsanich. Altri reduci, passarono tra le file del Partito Comunista Italiano (PCI), ritenendo di non poter aderire a un partito quale l'MSI, schierato con i capitalisti, che avevano combattuto e affossato il fascismo. Il portavoce di questi "fascisti rossi" fu Stanis Ruinas, tramite il suo giornale Pensiero Nazionale. Lo stesso Togliatti favorì questo processo di assimilazione, consapevole del fatto che venti anni di propaganda fascista avevano dato un'impronta ideologica a un'ampia fetta di giovani italiani. Un'altra grande parte di ex esponenti fascisti supportò la nascente Democrazia Cristiana pur di far fronte a comunisti e socialisti, recuperando così una propria posizione d'influenza all'interno del nuovo Stato istituzionalizzato.
Il Movimento Sociale entrò in parlamento nel 1948 con una sparuta rappresentanza. Le elezioni politiche del 1953 videro un significativo aumento del consenso e della rappresentanza del MSI, che concedette il suo appoggio esterno a vari governi centristi. Il Movimento Sociale, dopo un serrato dibattito interno, votò a favore dell'adesione alla NATO e si pronunciò in favore della creazione di una Comunità europea. Sotto la guida del "moderato" Arturo Michelini, il MSI entrò con propri assessori nelle giunte di grandi città del Sud Italia e propose la creazione di una "Grande Destra" estesa a monarchici e liberali, in grado di condizionare in parlamento la DC.
Dal 1948 la XII disposizione transitoria della Costituzione Italiana vietava la riorganizzazione, sotto qualsiasi forma, del disciolto Partito Nazionale Fascista (PNF), e, in deroga all'articolo 48, stabiliva per un periodo non superiore a un quinquennio dall'entrata in vigore della stessa, limitazioni al diritto di voto e all'eleggibilità per i capi responsabili del regime fascista. In base a questa disposizione, l'apologia del fascismo costituisce reato in quanto promuove la riorganizzazione del movimento fascista e denigra i valori di base della Costituzione italiana; a seguito di quanto stabilito dalla Costituzione, venne promulgata nel 1952 la legge Scelba.
Nel 1954 si consumò nell'MSI una rottura: il gruppo guidato da Pino Rauti, che si ispirava alle idee di Julius Evola, ormai in rotta con la segreteria del partito, fondò il Centro Studi Ordine Nuovo (ON). Nel gruppo ideologico di Ordine Nuovo si accentuò la simpatia per il Terzo Reich e, per effetto delle tesi metapolitiche di Evola, maturò un sentimento "neopagano", non esente da suggestioni occultistiche, che lo allontanava dal comune sentire cattolico della destra missina. Gli ordinovisti praticavano la via dell'extraparlamentarismo, ma cominciavano anche a stabilire intese con gli ambienti della NATO e con regimi golpisti come quello dei colonnelli greci, in nome della lotta al comunismo incombente.
Nel 1960 un'ulteriore scissione produsse il secondo gruppo della destra radicale degli anni sessanta, Avanguardia Nazionale (AN), con a capo Stefano Delle Chiaie. Ordine Nuovo e Avanguardia Nazionale, pur mantenendo rapporti con singoli dirigenti dell'MSI, condussero una politica autonoma dall'ex partito di riferimento, che, fino al 1960, sarà impegnato a sostenere governi democristiani e a contrastare le politiche di giustizia sociale del centro-sinistra. Avanguardia Nazionale si segnalò per una campagna astensionista condotta nel 1963, quando l'invito a non votare poteva apparire vagamente "sovversivo", considerato il dovere morale della partecipazione al voto stabilito anche in sede normativa dall'ordinamento italiano.
In quegli anni sorse anche un altro gruppo neofascista, il Fronte Nazionale di Junio Valerio Borghese, ex comandante della Xª MAS e figura di spicco del reducismo di Salò successivamente ideatore di un tentativo di colpo di Stato durante la notte tra il 7 e l'8 dicembre 1970 annullato poche ore prima dell'attuazione. Le ragioni della mancata esecuzione del piano non vennero mai chiarite e l'episodio viene ricordato come golpe Borghese.
Successivamente inizia il periodo della strategia della tensione. Il primo episodio è la strage di piazza Fontana, il 12 dicembre 1969, nel corso degli anni le indagini hanno condotto a individuare colpevoli i neofascisti di Ordine Nuovo. Successivamente si ebbe la lunga stagione stragista degli anni di piombo, per i quali delitti vennero sospettati e indagati ripetutamente, assieme ad anarchici e comunisti di area extraparlamentare, vari esponenti dei movimenti neofascisti, negli anni successivi mai condannati definitivamente, con l'importante eccezione della strage di Bologna.
Nel 1969 Avanguardia Nazionale di Delle Chiaie, a quell'epoca latitante, si sciolse. Sempre nel 1969, Pino Rauti e altri dirigenti di Ordine Nuovo rientrano nel MSI, mentre gli ordinovisti contrari, danno vita al nuovo movimento politico di Ordine Nuovo, guidato da Clemente Graziani. Il 22 luglio 1970 accadde a mano d'opera del neofascismo, la strage di Gioia Tauro, che causò un deragliamento di un treno, causando sei vittime e una cinquantina di feriti. Il 21 novembre 1973 viene decretato lo scioglimento dell'organizzazione e trenta membri condannati per ricostituzione del Partito Nazionale Fascista. Tre anni dopo viene decretato, con le stesse motivazioni, anche lo scioglimento di Avanguardia Nazionale.
Attorno alla metà degli anni settanta crescono associazioni e movimenti, soprattutto giovanili, come Terza Posizione, Lotta di Popolo e Costruiamo l'azione, impegnati nella lotta per la giustizia sociale ed estranei sia alle competizioni elettorali sia al terrorismo nero che, da parte sua, contemporaneamente si sviluppa con formazioni terroristiche e clandestine come i Nuclei Armati Rivoluzionari e il Fronte Nazionale Rivoluzionario.
Successivo alla strage di piazza Fontana avvenuta nel dicembre del 1969, un attacco terroristico di matrice neofascista, che scosse notevolmente l'opinione pubblica, fu quello passato alla storia come strage di piazza della Loggia. Alle ore 10 del 28 maggio 1974, nella piazza della Loggia di Brescia, durante una manifestazione organizzata contro il terrorismo neofascista, un ordigno inserito all'interno di un contenitore portarifiuti venne fatto esplodere uccidendo otto persone e ferendone altre 102. Dopo un lungo periodo di indagini furono condannati alcuni membri del gruppo neofascista Ordine Nuovo.
Nuovamente il 2 agosto 1980 avviene una strage di matrice neofascista confermata in sede giudiziaria, quella di Bologna, per cui vennero condannati all'ergastolo, quali esecutori dell'attentato, i membri dei NAR Giuseppe Valerio Fioravanti, Francesca Mambro e Luigi Ciavardini.
Il 25 luglio 1991 fa la sua comparsa un nuovo soggetto politico profondamente mussoliniano: il Movimento Fascismo e Libertà (MFL), fondato dal giornalista e senatore Giorgio Pisanò.
Nel 1993 viene varata la legge Mancino, che pone fuorilegge per razzismo Movimento Politico, Base Autonoma, Azione Skinhead e L'Uomo Libero. Nello stesso anno Meridiano Zero si scioglie volontariamente.
Nel 1995, con la svolta di Fiuggi, si scioglie l'MSI-DN e nasce Alleanza Nazionale, con l'obiettivo di creare una destra democratica, lontana dal neofascismo che aveva caratterizzato l'esperienza precedente. I dissidenti nei confronti di questa svolta aderirono al Movimento Sociale Fiamma Tricolore, fondato da Pino Rauti. Nel 1998 viene fondata Forza Nuova. Nel 2003, Alessandra Mussolini uscì da Alleanza Nazionale, in polemica con le dichiarazioni di Gianfranco Fini relative al fascismo, considerato "male assoluto" e fondò Azione sociale, inizialmente chiamato Libertà d'azione, che si presentò alle elezioni in un cartello elettorale comprendente Forza Nuova, Fronte Sociale Nazionale e, per un certo periodo, anche il Movimento Sociale Fiamma Tricolore. Il nome era Alternativa sociale, che alle elezioni del 2006 appoggiò il Centrodestra. Dopo gli scarsi risultati elettorali, il cartello si sciolse e ogni partito proseguì la sua attività in modo autonomo. In particolare, il partito della Mussolini confluì nel Popolo della Libertà.
Nel 2001, il Movimento Fascismo e Libertà, dopo la morte del fondatore Giorgio Pisanò, subisce una scissione, con alcuni dirigenti che nello stesso anno fondano Nuovo Ordine Nazionale.
Nel 2009 il Movimento Fascismo e Libertà ha cambiato denominazione in Movimento Fascismo e Libertà - Partito Socialista Nazionale (MFL-PSN), assumendo la posizione più socialista dell'originario fascismo rivoluzionario e della Repubblica Sociale Italiana, dissociandosi dalla collocazione di destra assunta da tutte le altre correnti neofasciste e della cosiddetta Area. Del 2011 è la fondazione di Alternativa Tricolore.

## Nel resto del mondo

### Irlanda
Il primo partito filo-fascista in Irlanda, Ailtirí na hAiséirghe (in gaelico "Architetti della Resurrezione") nacque nel maggio del 1942, si stima che al momento della sua acme (estate 1945) abbia avuto un massimo di 2 000 sostenitori. Il partito, coinvolto anche in attività criminali, propugnava il supporto totale all'Asse nel corso della guerra, l'invasione dell'Irlanda del Nord, la pulizia etnica nei confronti di ebrei, inglesi e protestanti e la creazione di uno Stato che unisse il corporativismo fascista con connotazioni cristiane cattoliche. Il gruppo entrò presto in crisi per mancanza di fondi, per l'emarginazione degli altri partiti irlandesi e per l'inesperienza politica dei propri membri (la maggior parte dei membri erano inoltre troppo giovani per votare). Dal 1945 venne funestato ulteriormente da divisioni interne ma si sciolse ufficialmente solo nel 1958 seppur la propria testata, Aiséirí, continuò a essere pubblicata fino al 1973.
Nel 1968 venne fondato il National Socialist Irish Workers Party, partito di estrema destra di ispirazione nazista ma che ebbe ancora meno seguito dei Ailtirí na Aiséirghe. Il partito faceva parte dell'Unione Mondiale dei Nazionalsocialisti. Fondato da Terence Allan-Byrne, decoratore di interni ventiseienne di Irishtown, sobborgo di Dublino con la collaborazione di Jos Mussche, ex membro delle SS olandesi, il gruppo contava pochissimi membri e viene ricordato principalmente per alcuni casi di lettere minatorie a minoranze etniche e partiti di sinistra irlandesi nonché per un episodio avvenuto nel 1979 in cui Allan-Byrne si incise una svastica nel petto e una volta in ospedale rifiutò di farsi curare per la presenza di un medico di origini indiane. Allan-Byrne morì agli inizi degli anni ottanta e il partito si sciolse negli anni successivi.

### Grecia
Durante il periodo della Grande recessione un movimento politico chiamato Alba Dorata (Χρυσή Αυγή - Chrysí̱ Av̱gí̱), apertamente neonazista, guadagnò popolarità fino a guadagnarsi dei seggi all'interno del parlamento greco e mostrando una forte ostilità verso le minoranze, gli immigrati e i rifugiati. Nel 2013, dopo l'omicidio di un musicista antifascista da parte di membri di Alba Dorata il governo greco ordinò l'arresto del leader Nikolaos Michaloliakos e di altri membri per associazione criminale. Nell'ottobre del 2020 il governo greco dichiarò ufficialmente Alba Dorata organizzazione criminale condannando 68 membri per vari crimini, compreso l'omicidio. Nonostante ciò, gruppi e politici neofascisti continuano ad avere seguito all'interno del paese, tra cui Ilias Kasidiaris del partito ultra nazionalista Greci per la Patria. Nel 2021 si sono registrati episodi di aggressioni in alcune scuole in Grecia da parte di neofascisti greci.

### Polonia
In Polonia le tendenze neofasciste in politica vengono principalmente rappresentate dal Campo Nazional-Radicale (in polacco Obóz Narodowo-Radykalny) movimento apertamente ispirato al fascismo italiano ma che si richiama anche a dottrine che derivano dalla mentalità nazionalista del paese del XIX e dei primi anni del XX secolo. Seppur ufficializzato dal governo polacco nel 2012 come associazione, la bandiera dell'NRC è stata inserita dalla polizia polacca all'interno dei simboli d'odio, inoltre il movimento si rifà apertamente al Campo Nazional-Radicale Falanga, movimento degli anni '30 anticomunista e antisemita (seppur ferocemente antinazista) guidato da Bolesław Piasecki, il quale tentò di istituire un totalitarismo cattolico di ispirazione falangista, e bandito dal governo polacco. Il movimento ha relazioni col partito neofascista italiano Forza Nuova.
Dallo stesso gruppo del Campo Nazional-Radicale si dichiara erede anche il movimento Rinascita Nazionale Polacca (in polacco Narodowe Odrodzenie Polski) fondato nel 1981 e principalmente conosciuto per una propaganda basata sulla provocazione e lo shock value (uno dei loro slogan più famosi recita "Fascisti? Siamo peggio"). Il manifesto ufficialmente del movimento inoltre contiene numerose frasi sulla rimozione fisica degli ebrei dal paese e sulla confisca dei loro beni direttamente riprese dal Mein Kampf di Adolf Hitler. Il gruppo ha fatto parte del Fronte Nazionale Europeo unione internazionale terzoposizionista fondata da Roberto Fiore, fondatore e leader di Forza Nuova. Fortemente impopolari nel paese per i richiami diretti al nazismo e per il sostegno a teorie del complotto riguardanti il negazionismo dell'Olocausto, il gruppo divenne inattivo dopo le elezioni parlamentari del 2011 dove ottenne lo 0,02% dei consensi.
Una grande parte dei movimenti neofascisti e neonazisti in Polonia inoltre sono fortemente contro il governo e condividono istanze anticristiane e neopagane quando non apertamente sataniste. Nel 1995 l'Anti-Defamation League determinò il numero di naziskin all'interno del paese a 2 000 unità, il maggior numero dopo quello presente in Germania, Ungheria, Repubblica Ceca e Stati Uniti. Dalla fine degli anni 2000 si è registrato un incremento di gruppi skinhead di estrema destra e suprematisti bianchi e gruppi neofascisti e neonazisti raggruppati sotto il nome di "Autonomi Nazionalisti" e le loro tendenze politiche sono condivise anche da numerose band black metal del paese.

### Portogallo
Dopo il crollo dell'autoritarismo in Portogallo con la Rivoluzione dei garofani del 1974, diversi gruppi neofascisti emersero all'interno del paese, tra cui Ordem Nova (Ordine Nuovo) nato nel 1978. Un'inchiesta del Parlamento europeo ha definito l'ideologia di Ordem Nova come fascismo rivoluzionario e iper-nazionalista. Il gruppo aveva inoltre legami col partito spagnolo di estrema destra Fuerza Nueva. Ordem Nova si sciolse nel 1982 per quanto le attività del gruppo continuarono fino al 1985, principalmente in Brasile.

### Regno Unito
Nel Regno Unito il British National Party (BNP) fondato nel 1982 ha sostenuto sin dalla sua nascita una politica ispirata al fascismo. Alle elezioni europee del 2009 riuscirono a ottenere due seggi al Parlamento europeo, tra cui l'ex leader Nick Griffin. Altre organizzazione definite o dichiaratesi neofasciste sono il National Front, Combat 18, la English Defence League e Britain First.

### Romania
In Romania, durante gli anni trenta, il movimento ultranazionalista si pose in alleanza con le potenze dell'Asse ed era principalmente rappresentato dalla Guardia di Ferro anche conosciuto come "Legione dell'Arcangelo Michele", gruppo terrorista che fondeva istanze filo-fasciste con una visione misticheggiante del cristianesimo, il quale si esaurì con l'arresto e la morte del fondatore Corneliu Zelea Codreanu nel 1938. Nel dopoguerra molteplici gruppi si sono autodefiniti i veri eredi della Guardia di Ferro tra cui partiti come Noua Dreaptă e il Partidul Totul Pentru Țară (quest'ultima dichiarata fuorilegge dal governo nel 2015), entrambi formati da ex membri della Guardia di Ferro.
Oltre a queste organizzazioni nate in riferimento alla Guardia di Ferro in Romania è presente anche Hatvannégy Vármegye Ifjúsági Mozgalom (Movimento Giovanile delle Sessantaquattro Contee) gruppo neofascista presente nella minoranza ungherese presente nella regione della Transilvania.
Un altro gruppo neofascista romeno è il Partito Grande Romania (Partidul România Mare) la cui ideologia è in opposizione al Legionarismo e ha trovato origine in parte dalle tendenze ultra nazionaliste e comuniste-autoritarie della politica di Nicolae Ceaușescu (il partito venne infatti fondato dal suo "poeta di corte" Corneliu Vadim Tudor).

### Russia
Nel 1931 venne fondato da Konstantin Rodzaevskij il Partito Fascista Russo, movimento apertamente ispirato dalla politica di Mussolini. Dopo varie unioni e alleanze fallite con altri gruppi russi il Partito Fascista Russo tentò di partecipare alla seconda guerra mondiale con azioni di sabotaggio contro la Russia Sovietica ma le loro azioni si rivelarono senza successo in quanto ostacolate dall'intervento giapponese e in breve il partito cessò di esistere con la fine del conflitto. Rodzaevskij continuò comunque la sua attività di propaganda fascista anche al termine del conflitto e affermò che il regime di Stalin si fosse oramai trasformato in un vero e proprio regime fascista e perciò si offrì volontariamente alle autorità sovietiche assieme al compagno di partito Lev Ochotin sperando in una collaborazione col governo. Poco dopo Rodzaevskij venne processato per i suoi trascorsi e condannato a morte insieme con Ochotin venendo giustiziato il 30 agosto 1946 presso la Lubjanka.
Nel 1990 Vladimir Zirinovskij fondò il partito Partito Liberal-Democratico di Russia il quale si oppone apertamente ai valori democratici, ai diritti umani, al sistema multipartitico e allo stato di legge. Zirinovskij è stato definito dall'Enciclopedia Britannica come neofascista. Zirinovskij inoltre sosteneva la ri-annessione nei "confini naturali della Russia" della Lituania, Lettonia, Estonia, dell'intera Transcaucasia, Asia centrale nonché Bielorussia e Ucraina e ha suggerito più volte di scaricare in questi paesi i rifiuti nucleari della Russia. Durante la prima guerra cecena degli anni novanta ha proposto anche di colpire i villaggi della Cecenia con armi tattiche nucleari.
Sempre nel 1990 nacque l'organizzazione paramilitare dell'Unità Nazionale Russa, fondata da Aleksander Barkashov, la quale usava come simbolo una svastica orientata a sinistra e promulgava la centralità del concetto di "sangue russo" all'interno della propria politica. Apertamente ispirata ad Adolf Hitler, l'organizzazione venne messa fuorilegge dal governo russo nel 1999 e finì in bancarotta l'anno successivo. Si stima che al momento di suo massimo seguito l'organizzazione avesse tra i 20 000 e i 25 000 membri. Successivamente Aleksander Barkashov insieme ad alcuni ex membri dell'organizzazione si è impegnato in attività sul fronte per sostenere il governo russo durante la guerra russo-ucraina.
Seppur grazie all'impegno della polizia i gruppi neofascisti e neonazisti sono fortemente diminuiti a partire dal 2009, negli anni successivi sono state rilevate cellule dell'Atomwaffen Division e dell'Ordine dei Nove Angoli presenti all'interno della Russia responsabili di numerosi omicidi rituali, stupri e traffici di droga e armi.
Lo storico Timothy Snyder ha definito il governo russo come fascista e con l'invasione russa dell'Ucraina del 2022 tra gli studiosi si è riaperto il dibattito sul concetto di "rascismo (detto anche ruscismo)" per definire la politica del governo russo post-sovietico e principalmente quella di Vladimir Putin.

### Slovacchia
In Slovacchia il Partito Popolare Slovacchia Nostra di Marian Kotleba è stato classificato come estremista e neofascista. Kotleba è stato definito neonazista, si è autoproclamato Vodca (equivalente slovacco di Duce) della Slovacchia e il suo partito riutilizza la divisa della Guardia di Hlinka, la milizia filo-nazista del paese nel corso della seconda guerra mondiale. Kotleba si oppone principalmente alle popolazioni gitane, allo Stato slovacco, agli Stati all'interno della NATO, agli Stati Uniti d'America e all'Unione europea. Il partito inoltre si ispira in parte al politico filo-fascista slovacco Jozef Tiso.
Nel 2003 Kotleba fondò un nuovo partito chiamato Slovenská Pospolitosť il quale venne messo fuori legge dal governo slovacco nel 2007.

### Turchia
I Lupi grigi sono un gruppo neofascista e ultra nazionalista turco, definito anche islamofascista per l'unione tra l'ideologia fascista con i dettami del tradizionalismo del fondamentalismo islamico, considerato il braccio militante non ufficiale del Partito del Movimento Nazionalista (Milliyetçi Hareket Partisi, MHP), i Lupi grigi sono considerati responsabili di diversi atti di terrorismo e sono ritenuti responsabili di almeno 694 omicidi avvenuti tra il 1974 e il 1980.
Anche il politico Alparslan Türkeş, leader del Partito del Movimento Nazionalista, è stato più volte definito come neofascista, si è inoltre auto dichiarato Başbuğ ("capo", usato come equivalente turco di Duce) e ha più volte sostenuto nei suoi discorsi e nei suoi scritti la superiorità della "razza turca".

## Ideologia del neofascismo

### Critica al sistema democratico
Nel 1931 Mussolini esplicitò il proprio rifiuto della democrazia, definendo la disuguaglianza come «feconda e benefica» e in "Dottrina del Fascismo" scrisse che «regimi democratici possono essere definiti quelli nei quali, di tanto in tanto, si dà al popolo l'illusione di essere sovrano, mentre la vera effettiva sovranità sta in altre forze talora irresponsabili e segrete». Il neofascismo, come il fascismo, sostiene che le "autoproclamatesi" democrazie, siano in realtà effettivamente regimi "plutocratici", sorta di dittature massoniche basate sulla manipolazione della volontà popolare. I cittadini non avrebbero né la conoscenza né i nobili motivi necessari per prendere decisioni coerenti e giuste per il bene comune; Platone definì la democrazia "una piacevolissima forma di governo, piena di varietà e di disordine, che dispensa una sorta d'eguaglianza agli eguali come agli ineguali".

Non mancano tuttavia alcuni gruppi neofascisti che rifiutano la dimensione rivoluzionaria autoritaria e accettano la tradizionale "democrazia organica" inserendosi in un compromesso democratico di stampo elettorale, come il Partito Democratico Fascista in passato o Forza Nuova e CasaPound in tempi più recenti.

### Identitarismo e razzismo
Un elemento portante di molti gruppi neofascisti è un razzialismo basato sulla supremazia della "razza" bianca sostenendo l'esistenza e la diversità gerarchica di diverse razze appartenenti alla specie umana. Nella diversità delle razze e nei conflitti tra nazioni sottolineano il ruolo del darwinismo sociale, caratteristica insita nell'uomo su cui ritengono si debba basare anche la società. Seppur il neofascismo così come il fascismo storico siano xenofobici, identitari e anti-immigrazione, i leader neofascisti sono molto spesso estremamente cauti nel presentare pubblicamente queste visioni in maniera forte per evitare che si traccino parallelismi storici. Ad esempio Jean-Marie Le Pen del Front National francese e Jörg Haider del Partito della libertà austriaco, nelle parole dello storico Tony Judt, "rivelano [i loro] pregiudizi solo indirettamente". Ad esempio gli ebrei non sono perseguitati come gruppo sociale, ma una persona sarebbe considerata come una minaccia in quanto ebrea. L'attitudine pubblica dei leader di movimenti neofascisti è la principale differenza dai fascismi storici: i loro programmi sono stati modernizzati e aggiornati per accattivarsi un possibile elettorato in un tentativo di fondere istanze di estrema destra con la democrazia. I neofascisti non tendono ad apparire più in "anfibi e camicie nere" ma in giacca e cravatta. La scelta è deliberata per distanziarsi dall'immaginario del fascismo storico e nascondere eventuali connessioni e riprese dei partiti fascisti del passato. Quando queste connessioni siano rese pubbliche, come avvenuto nel caso di Haider, possono condurre al declino e alla caduta politica.

### Lotta alla droga
Il regime fascista condannò l'uso delle droghe, in nome dell'ordine sociale, già dal 1923 attraverso la legge Mussolini-Oviglio, con cui si vietava in Italia l'oppio, la cocaina e la cannabis. L'hashish verrà presentato dalla propaganda come "nemico della razza" e "droga dei negri", ponendo la questione della droga in un'ottica sociale e razziale. Dopo la caduta del regime, i tossicodipendenti sono spesso stati visti dai gruppi neofascisti come subumani senza possibilità di redenzione, e frequenti sono state, in particolare negli anni 1970, le aggressioni a loro spese. In tempi più recenti non tutti i movimenti organizzati neofascisti condannano apertamente l'utilizzo di droga: alcuni, come ad es. Forza Nuova, fanno della lotta alla droga un loro punto cardine; altri (ad esempio CasaPound) pur non approvandone l'uso non ritengono importante contrastarne l'utilizzo, non assumendo una posizione al riguardo. Ufficialmente, gruppi e partiti neofascisti si sono sempre dimostrati contrari alle droghe, tanto le pesanti quanto quelle leggere (spesso negando addirittura tale classificazione), in quanto l'economia che esse mettono in moto sarebbe frutto del liberalcapitalismo (sebbene più volte singoli esponenti siano stati essi stessi autori di reati legati alla droga). Secondo i neofascisti, italiani e no, sarebbe uno stratagemma, attuato a partire dal 1967 con l'operazione Chaos, ideata negli anni nei quali il capitalismo sembrava cedere di fronte al comunismo, volto anche alla conservazione delle coltivazioni di oppio del Laos tramite il controllo del Vietnam, e proseguita a sua volta con la cosiddetta operazione Blue Moon.

### Revisionismo
Il neofascismo solitamente tende a rifiutare la storiografia ufficiale, sostenendo posizioni basate sul revisionismo in particolare sulla seconda guerra mondiale e spesso (ma non sempre) sul negazionismo relativo ai campi di concentramento e all'Olocausto, ponendo invece l'accento principalmente sui crimini di guerra alleati, dei partigiani, dell'Unione Sovietica e delle varie entità comuniste e democratiche durante e immediatamente dopo il secondo conflitto mondiale. Il revisionismo dei neofascisti non riguarda solo gli eventi del XX secolo ma in alcuni casi è finito paradossalmente con il criticare il Risorgimento italiano, e gli eventi e gli effetti della Rivoluzione francese in Europa quando non addirittura del Medioevo e della storia romana.
Gruppi neofascisti spesso basano la propria propaganda sul revisionismo storico nei confronti della società autoritaria del fascismo storico, dipingendo, come nel caso italiano, la società del ventennio fascista in maniera idealizzata e come esempio di benessere nettamente preferibile ai sistemi democratici, rappresentando il regime (attraverso errati luoghi comuni antistorici) come istitutore di importanti prerogative sociali come la tredicesima mensilità, il voto alle donne, come fautore di vaste bonifiche e altro.

### Linguaggio
Recenti studi in ambito linguistico e sociolinguistico evidenziano l'esistenza di un linguaggio neofascista specifico dai tratti prevalenti di tipo controegemonico, sempre più presente all'interno del più ampio fenomeno ultras. Emerge inoltre, all'interno di queste tendenze, un legame del neofascismo con alcune frange della sottocultura skinhead (naziskin e skin88) e casual che ampio spazio, specie la seconda, occupano all'interno delle sottoculture giovanili.

### Il neofascismo come antitesi del fascismo
Alcuni teorici di destra ritengono che il neofascismo, sia nell'ideologia sia nella prassi, abbia finito con l'accantonare progressivamente la dottrina fascista, limitandosi a una caricatura estetica e banalizzata del passato regime, immettendovi elementi tratti dalla cultura New Age e dal tradizionalismo nordico, come l'uso simbolico della croce celtica, dalle teorizzazioni di Julius Evola. Giorgio Almirante, storico capo del Movimento Sociale Italiano, fu il primo che adottò più apertamente di altri un'apparente politica di "defascistizzazione" dei militanti del partito, con l'intento di trasformarlo in un partito di "Destra Nazionale" che rientrasse nell'ottica delle gerarchie di partito in accordo con la Costituzione italiana e nel quale si potessero riconoscere le tante anime emarginate e nostalgiche della destra italiana, in particolare nel 1972 con la fusione con il partito monarchico (la Destra Nazionale) e nel 1975 con la nascita della Costituente di destra per la libertà.

## Il divieto di ricostituzione
In Italia la riorganizzazione del partito fascista è vietata dalla XII disposizione transitoria e finale della Costituzione.
La legge Scelba del 1952, che ha sostituito la legge n. 1546 del 1947 sulla stessa materia, contiene norme attuative della predetta disposizione costituzionale. Secondo la legge si ha riorganizzazione del disciolto partito fascista quando "una associazione, un movimento o comunque un gruppo di persone non inferiore a cinque persegue finalità antidemocratiche proprie del partito fascista, esaltando, minacciando o usando la violenza quale metodo di lotta politica o propugnando la soppressione delle libertà garantite dalla Costituzione o denigrando la democrazia, le sue istituzioni e i valori della Resistenza, o svolgendo propaganda razzista, ovvero rivolge la sua attività alla esaltazione di esponenti, principi, fatti e metodi propri del predetto partito o compie manifestazioni esteriori di carattere fascista".
Sono previste due modalità di applicazione: per decreto del ministero dell'Interno a seguito di sentenza della magistratura che accerti il reato di riorganizzazione del partito fascista; o per decreto-legge del Governo, in casi straordinari di necessità e urgenza. La prima è stata impiegata in sole due occasioni, per lo scioglimento di Ordine Nuovo nel 1973 e di Avanguardia Nazionale nel 1976. Non ha invece trovato mai applicazione la seconda modalità, su cui peraltro in sede di discussione parlamentare l'opposizione sollevò dubbi di legittimità mai risolti.
La legge Mancino del 1993, diretta verso i crimini d'odio, ha esteso la possibilità di scioglimento anche alle organizzazioni che hanno tra i propri scopi l'incitamento alla discriminazione o alla violenza razziale, etnica, nazionale o religiosa.

## Partiti e movimenti neofascisti

### Partiti e movimenti neofascisti attivi
Tra i partiti, le associazioni e i movimenti che si rifanno a ideali neofascisti vi sono, in ordine cronologico di nascita:
- Veneto Fronte Skinheads (VFS), fondato tra il 1985 e il 1986 da Piero Puschiavo e Ilo Da Deppo, sorto in seno alla sottocultura naziskin.
- Movimento Fascismo e Libertà - Partito Socialista Nazionale (MFL-PSN), fondato nel 1991 da Giorgio Pisanò dopo la scissione dal Movimento Sociale Italiano - Destra Nazionale. Non è stato ritenuto una riorganizzazione del PNF.[77]
- Movimento Sociale - Fiamma Tricolore (MS-FT), fondato nel 1995 da Pino Rauti dopo lo scioglimento del Movimento Sociale Italiano - Destra Nazionale e Gioventù della fiamma, organizzazione studentesca e per minorenni del movimento.
- Fronte Nazionale, fondato da Adriano Tilgher e Tomaso Staiti di Cuddia dopo la loro espulsione da MS-FT nel 1997 e versione italiana del Front National francese.
- Forza Nuova, partito politico fondato nel 1997 da Roberto Fiore.
- Nuovo MSI, fondato nel 2000 da Gaetano Saya, ex militare messinese successivamente accusato di voler creare una "Nuova Gladio" e una polizia parallela.[78] Nel giugno del 2021 Saya venne denunciato per possesso di distintivi e armi improprie[79].
- Fasci Italiani del Lavoro (FIL), fondati agli inizi degli anni 2000 nel comune di Sermide dall'ultrà milanista ed ex missino Claudio Negrini.[80] Nelle elezioni amministrative in Italia del 2017, con l'appoggio del MS-FT, una loro militante candidata sindaco, Fiamma Negrini, figlia di Claudio, viene eletta consigliera comunale di Sermide e Felonica con una percentuale alta per un movimento neofascista (10%) ottenendo notorietà nazionale; in seguito all'interessamento della Presidente della Camera Laura Boldrini e del Ministro dell'Interno Marco Minniti l'elezione fu sottoposta a esame e la consigliera viene destituita da una sentenza del TAR di Brescia.[81] Il processo penale al gruppo per ricostituzione del partito fascista ha portato all'assoluzione di tutti i membri.[82]
- CasaPound (CPI) e Blocco Studentesco, organizzazione studentesca del movimento, nato ufficialmente nel 2003.
- Movimento Idea Sociale (MIS), fondato nel 2004 da Pino Rauti dopo la scissione dal Movimento Sociale - Fiamma Tricolore.
- Rifondazione Fascista, fondato il 28 ottobre 2006 a Cisterna di Latina da Quinto Mariani, ex missino.[83]
- Movimento Patria Nostra (MPN), movimento nato nel 2011, apertamente neofascista e confederato con Forza Nuova, fondato dall'ex Fronte Nazionale Valerio Arenale[84] (successivamente passato alla Rete dei Patrioti - Movimento Nazionale). Il simbolo riprende apertamente l'ascia bipenne del defunto gruppo terroristico Ordine Nuovo.
- Comunità Militante dei Dodici Raggi (Do.Ra), movimento di ispirazione nazifascista fondato a Caidate, frazione di Sumirago nel 2012, dal pluripregiudicato Alessandro Limido, ora con sede ad Azzate, gruppo ideologicamente fra i più estremi in Europa e al centro di diverse inchieste giudiziarie per tentata ricostituzione del partito fascista.[85][86][87]
- Destra Sociale, partito fondato da Luca Romagnoli dopo l'estromissione nel 2014 dalla carica di segretario del Movimento Sociale Fiamma Tricolore.
- Manipolo d'Avanguardia Bergamo (M.A.B.), movimento di ispirazione nazifascista.
- Nuovo Ordine Nazionale (NON), movimento fondato a Foggia da Giuseppe Martorana, ex segretario di Fascismo e Libertà[88], attivo soprattutto nell'Italia meridionale.
- Rete dei Patrioti - Movimento Nazionale. Partito distaccatosi da Forza Nuova nel maggio 2020 e costituito da sezioni entrate in polemica con la gestione del partito da parte di Roberto Fiore[89]. L'ideologia resta invariata dal precedente gruppo, per diversi osservatori sarebbe un altro veicolo per le stesse persone e idee di Forza Nuova per aggirare stigmatizzazione e controlli (tra cui il ban delle pagine legate a Forza Nuova operato da Meta nel 2019).

### Partiti e movimenti neofascisti del passato
- Partito Democratico Fascista, esistente dal 1945 al 1947, fondato da Domenico Leccisi.
- Movimento Sociale Italiano - Destra Nazionale, esistente dal 1946 al 1995, frazionato dopo la svolta di Fiuggi in Alleanza Nazionale (1994-2009) e Movimento Sociale - Fiamma Tricolore (1995), nonché in altri partiti minori. L'organizzazione giovanile era il Fronte della Gioventù e quella studentesca universitaria era il FUAN.
- Raggruppamento Sociale Repubblicano, partito costituito in larga parte da una scissione missina contraria all'inserimento del MSI nell'alveo della destra, fondato da Giorgio Pini nel 1952 e sciolto agli inizi degli anni 1960.
- Movimento Legionario Italiano (MLI), partito di ispirazione mussoliniana e dannunziana fondato nel 1954 fondato da Asvero Gravelli, giornalista e ex-squadrista presunto figlio naturale di Benito Mussolini, volontario per la guerra di Etiopia e veterano della guerra civile spagnola, fuoriuscito dall'MSI in opposizione all'elezione a segretario di Arturo Michelini. Il MLI non risultò mai davvero attivo e rimase a livello di progetto anche a causa della morte improvvisa di Gravelli nel 1956.
- Movimento Popolare Italiano (MPI) fondato nel marzo del 1960 da Arconovaldo Bonacorsi, fuoriuscito dell'MSI, ex-squadrista bolognese, veterano della guerra civile spagnola e uno degli esecutori materiali dell'omicidio di Anteo Zamboni. Il Movimento Popolare Italiano (MPI) si proponeva tra le altre cose di «propagandare ovunque la necessità di riportare in seno alla Patria i territori e i fratelli che un riprovevole diktat (sic) ci ha illegalmente tolti», «abrogare le leggi cosiddette antifasciste», «bandire dalla vita pubblica tutti quei partiti che sono al servizio dello straniero e in particolare il Partito Comunista». Il partito divenne inattivo alla morte di Bonacorsi, sopraggiunta nel 1962[90].
- Avanguardia Nazionale, fondata da Stefano Delle Chiaie ed esistente dal 1960 al 1976, quando fu sciolto d'ufficio per ricostituzione del partito fascista.
- Stato del Lavoro (inizialmente Movimento Unionista Sindacale Democratico), fondato da Rodolfo Nori ed esistente dal 1962 al 1970. Nel 1965 Nori fu promotore anche dell'"Unione Italica", fallimentare associazione nata per conglomerare gruppi e partiti d'estrema destra. Lo Stato del Lavoro era un gruppo d'ispirazione neofascista che auspicava un sindacalismo corporativistico che sostituisse i normali partiti italiani. Di scarsissimo seguito, il gruppo confluì poi nella Lega Italia Unita.[91]
- Falange Tricolore, esistente dal 1963 al 1969, fondata dall'avvocato Giorgio Arcangeli, arrestato il 21 luglio 1969 per aver sparato raffiche di mitra contro l'ambasciata sovietica di Roma decretando così lo scioglimento del gruppo.
- Giovane Europa, esistente dal 1963 al 1970, fondata da Pierfranco Bruschi già presidente del gruppo Giovane Azione (1962-1963). Il gruppo, attivo nel Nord Italia, fu un tentativo fallimentare di creare una sezione italiana del gruppo belga Jeune Europe di Jean Thiriart, propugnatore di un nazionalismo europeo rivoluzionario con ispirazioni golliste e maoiste. Il gruppo si dissolse poco dopo la dissoluzione del movimento belga. Nel gruppo militarono anche il saggista Claudio Mutti, il medievalista Franco Cardini e il futuro deputato ed europarlamentare della Lega Nord Mario Borghezio.[92]
- Comitato Tricolore (in origine Comitato Tricolore per l'Italianità dell'Alto Adige), esistente dal 1966 al 1968, fondato da ex membri del MVSN e RSI.[93]
- Italia Nuova, nato il 2 luglio 1967 a Milano, nel marzo 1970 si unì alla Lega Italia Unita.[94]
- Europa Civiltà, fondata nel 1967 e disciolta alla fine degli anni 1970.
- Partito della Ricostruzione Nazionale (poi Movimento Ricostruzione Nazionale), fondato il 2 gennaio 1967 da Armando Mariotti, fondato sulla propaganda per la scheda bianca e allo stesso tempo per le elezioni di categorie economiche-sociali in politica (artigiani, professionisti, lavoratori comuni, ecc.).
- Costituente Nazionale Rivoluzionaria (CNR), esistente dal 1967 al 1970, fondata a Milano da Giacomo De Sario, ex repubblichino[95] e condirettore insieme a Armando Mariotti del settimanale "Forza Uomo". Tra le principali ispirazioni del gruppo vi erano Giuseppe Mazzini, Carlo Pisacane, il primissimo Mussolini socialista e i futuristi.[96]
- Fronte Nazionale, fondato dal principe Junio Valerio Borghese (già membro del Comitato Tricolore) ed esistente dal 1968 al 1970.
- Ordine Domani, nato in Sardegna e attivo presumibilmente nel 1968.[97]
- Movimento Tradizionale Romano (MTR), fondato a Napoli nel 1968 dall'insegnante di scuola elementare Ermenegildo Cella che auspica il "ripristino di un nuovo Stato romano nell'ambito delle già province romane con la denominazione di Repubblica Sociale Romana. La sua meta finale è un ordine nuovo-antico nelle coscienze dei singoli e dei popoli onde realizzare lo Stato etico ideale con la denominazione di Repubblica Sociale Mondiale, al lume della imperitura saggezza dell'Urbe immortale".[98]
- Nuova Caravella, nato nel marzo 1968 tra gli studenti universitari romani dissidenti dall'MSI, fondato da Cesare Perri, studente di medicina. Nel 1970 i membri confluiranno in Avanguardia Nazionale.[99]
- L'Assalto, nato nel novembre 1968, faceva riferimento all'omonima rivista gestita da Pietro Caporilli, ex legionario a Fiume con Gabriele D'Annunzio, poi militante della Repubblica Sociale Italiana e già membro dell'MSI.[100]
- Fronte Delta, fondato nel 1969 da Marco Pirina, gruppo giovanile di studenti della Sapienza di Roma e dissidenti fuoriusciti dal FUAN e MSI, successivamente incriminato per il coinvolgimento nel golpe Borghese.[101]
- Movimento d'Opinione Pubblica (poi Fronte degli Italiani), nato nel giugno del 1969, si dissolse nel 1970, quando i membri aderirono alla Lega Italia Unita.
- Gruppo Spontaneo Anticomunista, nato a Milano dopo il caso Annarumma, ma già alla fine del 1969 il gruppo divenne inoperante, e a quanto sembra diversi membri entrarono nel Partito Liberale Italiano.[102]
- Lotta di Popolo, esistente dal 1969 al 1973, si proponeva di unire istanze del nazismo e del fascismo col maoismo, poi Lotta Popolare (1975-1978).
- Movimento di Azione Rivoluzionaria (MAR), nato all'inizio del 1970 a Sondrio e guidato da Gaetano 'Tano' Orlando, commercialista e sindaco di Lovero con la lista Unione Cristiana Democratica. Nell'aprile di quello stesso anno viene arrestato per detenzione di materiale esplosivo e per essersi autoaccusato di aver abbattuto un elettrodotto a Tirano, un mese dopo aver aderito alla Lega Italia Unita.
- Lega Italia Unita, insieme di associazioni, gruppi e micro-partiti di estrema destra costituitasi a Milano l'8 marzo 1970. Dopo poche settimane uno dei gruppi confluiti, il Movimento di Azione Rivoluzionaria (MAR), venne indagato per attentati ai tralicci dell'energia elettrica in Valtellina, portando i membri di vari gruppi a dissociarsi da tali azioni comportando così lo scioglimento della Lega.[103]
- Avanguardia Rivoluzionaria, esistente dal 1970 al 1971, attivo nell'Italia meridionale e fondato a Bari dal geometra Angelo Apicella, dopo sei mesi dalla fondazione vengono indagati dalla procura di Bari per violazione della legge Scelba.[104][105]
- Movimento di Rinnovamento Italiano, risultante attivo nel 1971 durante l'ultima fase della rivolta di Reggio Calabria, fondato dal duca Giuseppe Avarna di Gualtieri, già collaboratore del Partito Nazionale Monarchico e del MSI nonché tra i fondatori del Movimento per l'Indipendenza della Sicilia.
- Democrazia Nazionale - Costituente di Destra, partito nato nel 1977 da una spaccatura del MSI entrata in contrasto con Almirante. Ne fu deciso lo scioglimento nel 1979, dopo che nessun candidato venne eletto nelle elezioni politiche e in quelle europee di quello stesso anno.[106][107] Uno dei membri, Mario Tedeschi (ex membro della Xª Flottiglia MAS di Junio Borghese, ex membro dei Fasci di Azione Rivoluzionaria, membro della loggia massonica P2 e missino editore della rivista Il Borghese) è stato riconosciuto secondo le sentenze di primo grado e d'appello della Corte d'Assise di Bologna come uno dei mandanti, organizzatori e finanziatori della strage di Bologna del 1980, insieme a Licio Gelli, Federico Umberto D'Amato e Umberto Ortolani[108].
- Costruiamo l'azione, fondata da Paolo Signorelli ed esistente dal 1978 al 1980.
- Movimento Politico, noto inizialmente come Movimento Politico Occidentale, rete di occupazioni a scopo abitativo di impianto nazional-rivoluzionario apertamente neonazista e neofascista formata nel 1984 da Maurizio Boccacci, successivamente collaborò col Veneto Fronte Skinheads e altri movimenti naziskin italiani prima di venir sciolta nel 1993. Diversi membri sono poi confluiti in Forza Nuova e CasaPound.
- Fronte Nazionale, fondato da Franco Freda ed esistente dal 1990 al 2000, sciolto d'ufficio per ricostituzione del partito fascista.
- Meridiano Zero, movimento di ispirazione evoliana e neopagano-romano con influenze del nazismo esoterico nato l'8 settembre 1991 dalla fusione di alcuni gruppi di fuoriusciti dal Fronte della Gioventù romano, a seguito di fratture determinatesi nell'ambiente giovanile missino dopo la decisione del partito di appoggiare l'intervento americano in Iraq, e a causa di varie tensioni interne all'organizzazione romana del Fronte della Gioventù. Il movimento, guidato da Rainaldo Graziani, figlio del leader di Ordine Nuovo Clemente Graziani, adotta come simbolo una bandiera rossa con una runa di Algiz nera in cerchio bianco secondo lo schema della bandiera nazista. Si scioglie ufficialmente nel 1993 e i membri si disperderanno in altri gruppi di estrema destra negli anni successivi. Tra gli ex militanti anche Alessandro Giuli, poi divenuto nel 2024 ministro della cultura nel governo Meloni[109].
- Azione Sociale, fondata nel 2003 da Alessandra Mussolini e sciolta nel 2009, scissione da Alleanza Nazionale.
- Alternativa Sociale, federazione di partiti (MS-FT, Azione Sociale, FN e Fronte Sociale Nazionale) esistente dal 2003 al 2006, diretta da Alessandra Mussolini.
- Sezione Arconovaldo Bonaccorsi, movimento politico ispirato dall'omonimo squadrista bolognese, attivo almeno dal 2003 accusato di associazione a delinquere finalizzata alle lesioni personali, al porto abusivo di armi improprie, alla violenza privata e alla discriminazione per motivazioni etniche, nazionali, religiose sgominata dalla DIGOS nel 2007[90][110].
- La Destra, partito politico italiano fondato da Francesco Storace nel 2007 come scissione di Alleanza Nazionale. Nel 2017 confluì insieme ad Azione Nazionale di Gianni Alemanno nel Movimento Nazionale per la Sovranità (MNS) che a sua volta confluirà nel 2019 nel partito Fratelli d'Italia[111].
- Azione Fascista Nazional-Socialista (AFNS), fondata da un consigliere comunale di Borutta e attiva in Sardegna nella primavera del 2007.[112]
- Movimento Uomo Nuovo, fondato nel settembre 2009 da Nicola Trisciuoglio, ex avvocato napoletano con precedenti per truffa, estorsione e incitamento all'odio razziale. Il gruppo venne smantellato dalla procura dell'Aquila nel 2014 in quanto progettava un piano eversivo stragista.[113]
- Confederatio - Confederazione delle Comunità di Popolo, movimento di ispirazione neonazista formato nel 2011. sciolto anch'esso nella stessa operazione che portò allo scioglimento del Movimento Uomo Nuovo e Nazionalisti Friulani.[114]
- Nazionalisti Friulani (NF), nati ufficialmente nel gennaio 2014 a Udine[115] e disciolti nel dicembre di quello stesso anno.
- Movimento Nazionalsocialista Italiano dei Lavoratori, smantellato dalla DIGOS nel 2019 con indagini partite dalla procura di Enna.[116]

#### Organizzazioni di lotta armata
Ci furono gruppi, alcuni organizzati, altri di spontaneismo armato, che si richiamarono all'area neofascista:
- Fasci di Azione Rivoluzionaria, esistenti dal 1945 al 1947, fondati da Pino Romualdi
- Avanguardia Nazionale, esistente dal 1960 al 1976, fondata da Stefano Delle Chiaie, ala armata di Avanguardia Nazionale
- Fronte Nazionale - Squadre d'Azione Mussolini, esistente dal 1967 al 1971
- Ordine Nuovo, esistente dal 1969 al 1973; riprendeva il nome dal Centro Studi Ordine Nuovo e fu sciolto come ricostituzione del partito fascista divenendo un movimento terroristico clandestino
- Squadre d'Azione Mussolini (1969?-1974?)
- Fronte Nazionale Rivoluzionario, esistente dal 1972 al 1975
- Rosa dei Venti esistente dal 1972 al 1974
- Giustizieri d'Italia (1972 - 1978?)
- Ordine Nero (1974 - ?)
- Nuclei Armati Rivoluzionari, esistente dal 1977 al 1981
- Ronde Pirogene Antidemocratiche (1977? - 1989)[117]
- Nuclei Sconvolti per la Sovversione Urbana (1978 - ?)
- Esercito Nazionale Rivoluzionario - Brigate Combattenti "Franco Anselmi" (1978)
- Terza Posizione, esistente dal 1978 al 1980
- Brigate Nazionali Rivoluzionarie (1978)
- Briganti della Tolfa (1979)[118]
- Azione Nazista Rivoluzionaria (1979)
- Movimento Rivoluzionario Popolare, esistente dal 1979 al 1980
- Giustizia Nazionale Rivoluzionaria (1979 -1980?)
- Neofascisti Rivoluzionari (1979 -1980?)
- Opposizione Popolare Rivoluzionaria (1979 -1980?)
- Associazione Protezione Italiani, esistente dal 1979 al 1981
- Nuclei Fascisti Rivoluzionari (1980)
- Legione Brenno (1990? - 1998)
- Falange Armata (1990 - 1994?)
- Disoccupati Italiani Nazionalisti (1991)
- Unione Forze Identitarie (2012-2021)[119]

### Testi autobiografici
- Luciano Lucci Chiarissi, Esame di coscienza di un fascista, Settimo Sigillo, 2010.
- Pierluigi Concutelli, Io, l'uomo nero, Marsilio, 2008.
- Stefano Delle Chiaie, L'aquila e il condor , Sperling & Kupfer, 2012.
- Cesare Ferri, Una sera d'inverno, Settimo Sigillo, 2006.
- Augusto Grandi, Baci & Bastonate, Angolo Manzoni, 2007.
- Giampaolo Mattei, La notte brucia ancora, Sperling & Kupfer, 2008.
- Ferdinando Menconi, Anni di porfido, Sassoscritto, 2007.
- Alessandro Preiser, Avene selvatiche, Marsilio, 2004.
- Giulio Salierno, Autobiografia di un picchiatore fascista, Minimum fax, 2008.
- Paolo Signorelli, Di professione imputato, Sonda, 1996.
- Mario Tuti, Confessione per il mio giudice, Seb, 1994.